# Thun-l'Évêque

Thun-l'Évêque este o comună în departamentul Nord, Franța. În 1 ianuarie 2022 avea o populație de 777 de locuitori.